# Lohengrin Filipello
Lohengrin Filipello (c. 1918 - 29 de Dezembro 1993) foi o apresentador do 1º Festival Eurovisão.